# 天主教蘇博蒂察教區
天主教蘇博蒂察教區（拉丁語：Dioecesis Suboticana）是羅馬天主教在塞爾維亞的一個教區。屬貝爾格萊德總教區。
教區範圍包括伏伊伏丁那的巴奇卡地區。2011年有教友289,000人，佔轄區總人口28.2%。教區下轄114個堂區，有115名司鐸，有9名終身執事，有11名修士，有61名修女。現任主教為若望·彭澤什。
1923年2月10日設南斯拉夫巴奇卡宗座署理區，1968年1月25日升為教區。

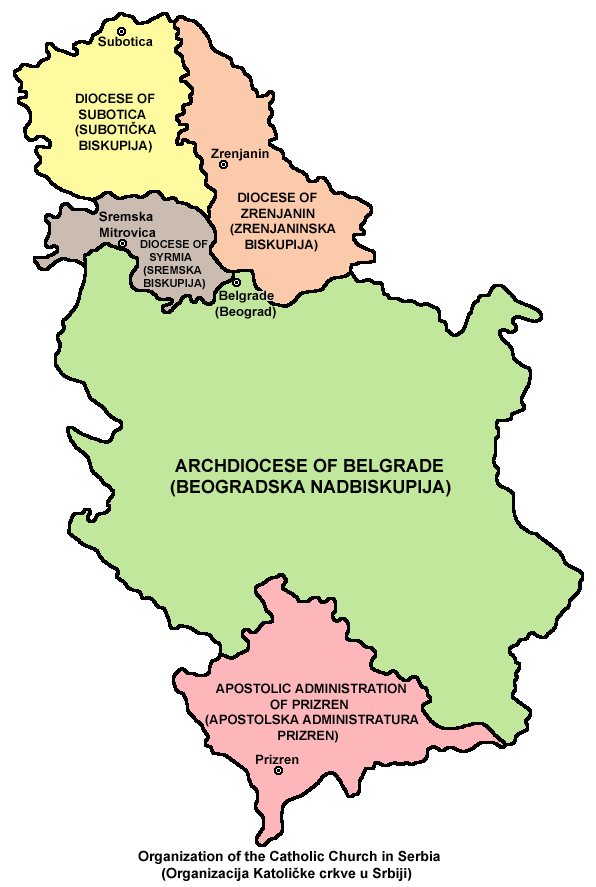
蘇博蒂察教區管轄範圍圖